# Östberlin

Sektorerna

Östberlin var en inofficiell beteckning på den östra delen av Berlin, som efter andra världskrigets slut 1945 utgjorde den sovjetiska sektorn och 1949–1990 var huvudstad i Östtyskland. Östberlin var de facto huvudstad i Östtyskland, men var en del av fyrsektorstaden Berlin och därmed underställt de fyra segrarmakterna från andra världskriget. Östberlins status var en del av Berlinfrågan.
När Öst- och Västtyskland återförenades 1990 blev Berlin åter en enad stad, och formellt även det återförenade Tysklands huvudstad.
Östberlin inkluderade områden som Mitte, stadens nygamla centrum och Prenzlauer Berg, som utvecklades till en av Berlins mest trendiga och ungdomliga stadsdelar de närmaste åren efter 1989.

## Historia

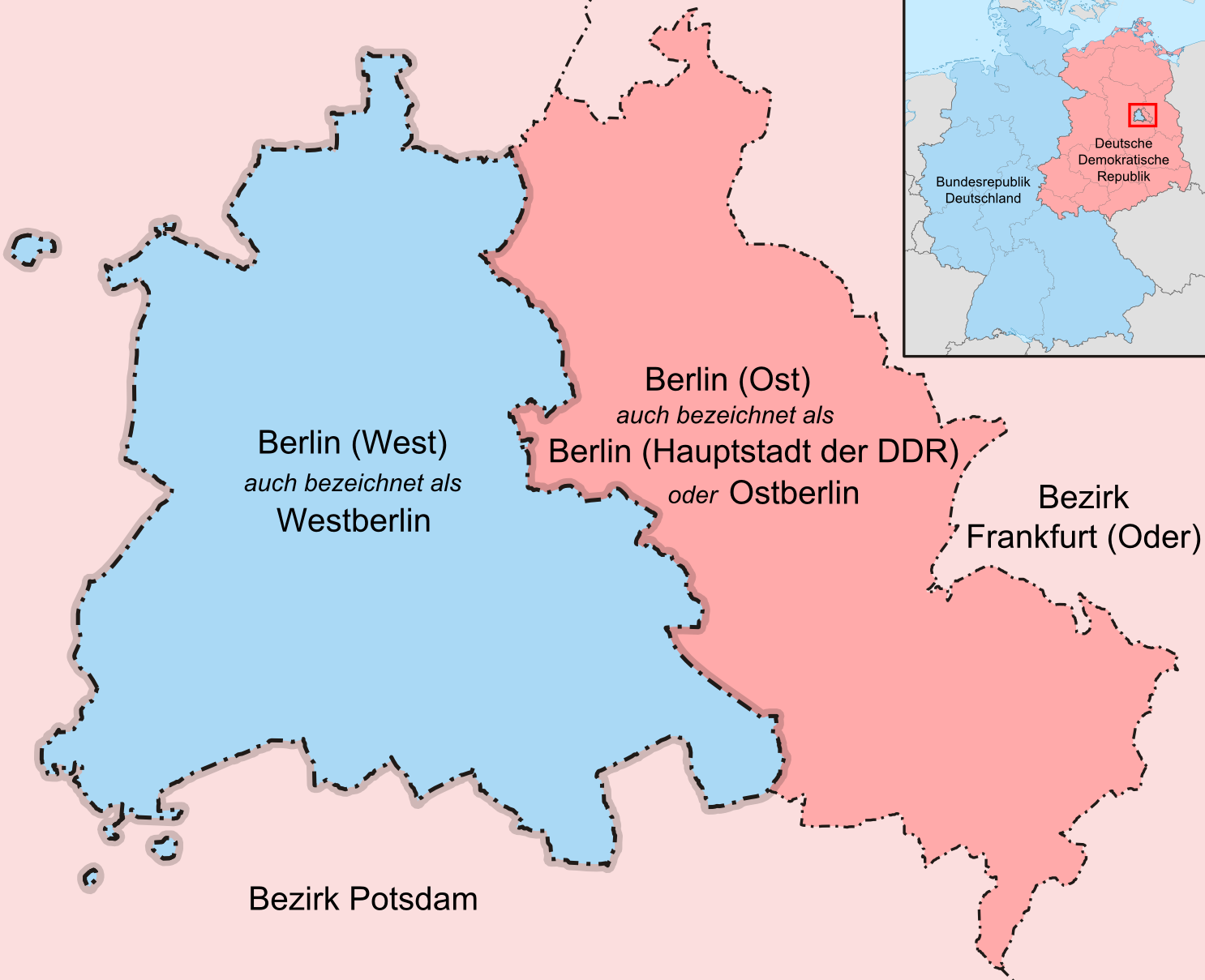
Berlins delning i Västberlin och Östberlin.

Efter andra världskriget delades Berlin i fyra sektorer av de fyra segrarmakterna USA, Storbritannien, Frankrike och Sovjetunionen. Berlin hamnade under specialstatus, den så kallade fyramaktsstatusen, och skulle styras gemensamt av den Allierade kommendanturen. Utvecklingen i det kalla kriget ledde emellertid snart till en delning av Tyskland och likaså en delning av Berlin där de tre västsektorerna slogs samman till Västberlin och den sovjetiska östra sektorn blev Östberlin. Östberlin blev samtidigt huvudstad i Östtyskland (Tyska demokratiska republiken, DDR) och detta klargjordes tydligt av DDR som i alla sammanhang använde namnet Hauptstadt der DDR, Berlin.
Folkupproret i Östtyskland 17 juni 1953 hade sitt centrum i Östberlin och startade som en protest mot ett beslut av DDR-regeringen att öka arbetstiden med tio procent utan motsvarande lönehöjning.
15 juni 1953 inleddes en första strejk på ett sjukhusbygge i Berlins östra del. Följande dag fortsatte strejken och hundratals arbetare strömmade till från en byggarbetsplats vid Stalinallee (idag Karl-Marx-Allee). Senare under dagen den 16 juni samlades tusentals protesterande utanför DDR:s regeringsbyggnad. 
Idag har 55 dödsoffer i samband med det våldsamt nedslagna upproret kunnat beläggas. Ytterligare 18 förmodade dödsfall är ännu ouppklarade. 34 av de dödade var demonstranter som sköts till döds eller dog av skottskador.

### Återuppbyggnad

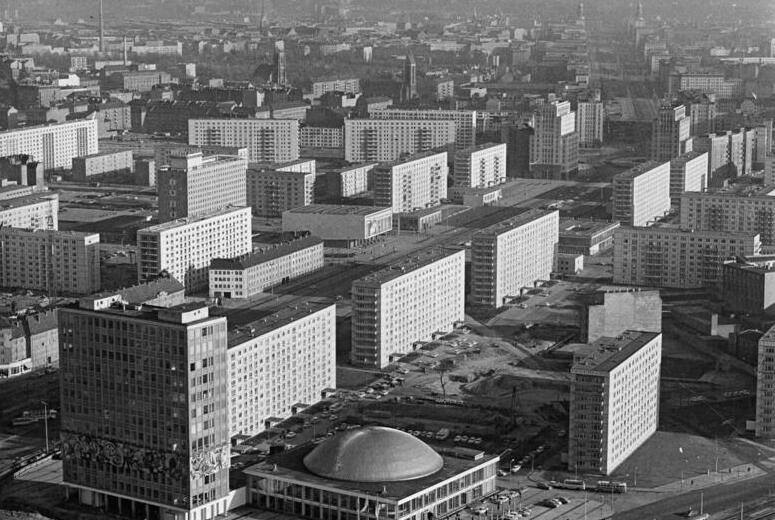
Lägenhetshus längs Karl-Marx-Allee, fotografi från 1966.

I Östberlin startades omfattande återuppbyggnadsarbeten. Ett av de stora projekten var Stalinallee (1961 namnändrad till Karl-Marx-Allee), en bred paradgata som går från Alexanderplatz och österut. Den byggdes med förebilder i paradgator i Moskva. Stalinallee hamnade i fokus för en av Östberlins storskaliga infrastruktursatsningar för att omvandla stadens ruiner till lägenhetskomplex. Stora flervåningshus, så kallade arbetarpalats, byggdes på 1950-talet under parollen "Historiskt arv" i en byggnadsstil inspirerad av det sena 1700-talets nyklassicism. Den östtyska ledningen valde även att spränga det gamla kungliga slottet vid floden Spree. Flera industrier återupptog sina verksamheter och förstatligades. Bland de stora tillverkarna fanns lamptillverkaren Narva.
Under 1960-talet anlades plattenbauten, prefabricerade bostadshus med 8 till 10 våningar byggda med grönytor mellan sig. I samma stil byggdes välkända Café Moskau och biografen Kino International på Karl-Marx-Allee, en gata som också blev populär för dess butiker. I butiksutbudet fanns ofta varor som inte kunde införskaffas på andra håll i Östtyskland. 

### Berlinmuren

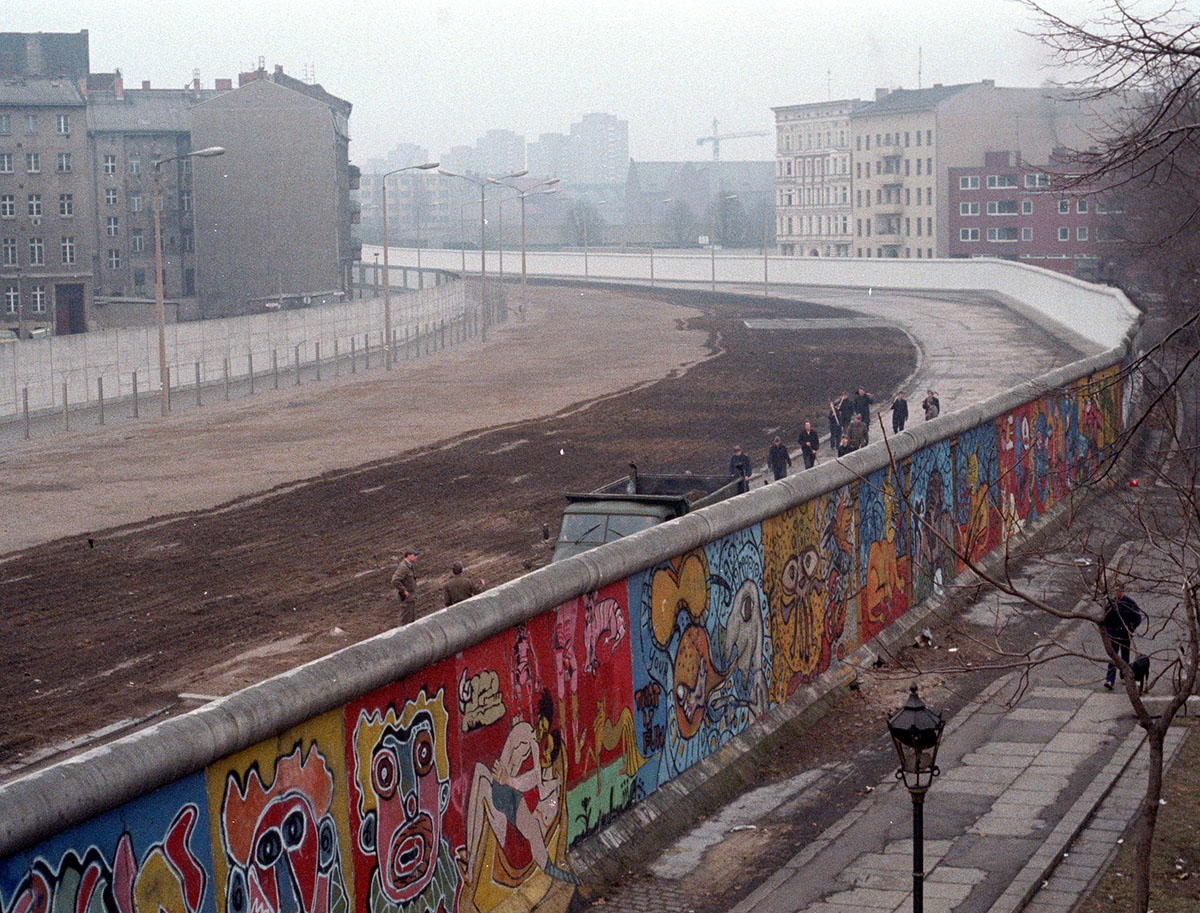
Berlinmuren sedd från Västberlin 1986.

13 augusti 1961 startades byggandet av Berlinmuren av den östtyska regimen vilket drastiskt delade upp staden varpå Östberlins integration med det övriga Östtyskland snart började. Östtysklands statsråd likställde i september samma år Östberlin med landets övriga distrikt och värnplikt kom nu även att gälla i Östberlin. I augusti 1962 upplöstes den sovjetiska stadskommendanturen i Östberlin och istället tog en stadskommendant från den östtyska armén NVA över.

### Fyrmaktsavtalet
1963 kom Västberlin och Östberlin överens om att göra besök möjliga för västberlinare i Östberlin. 1971 gjordes en rad överenskommelser rörande Berlin genom Fyrmaktsavtalet. Avtalet förenklade bland annat utbytet mellan den västra och östra delen av staden.

### Representativ huvudstad

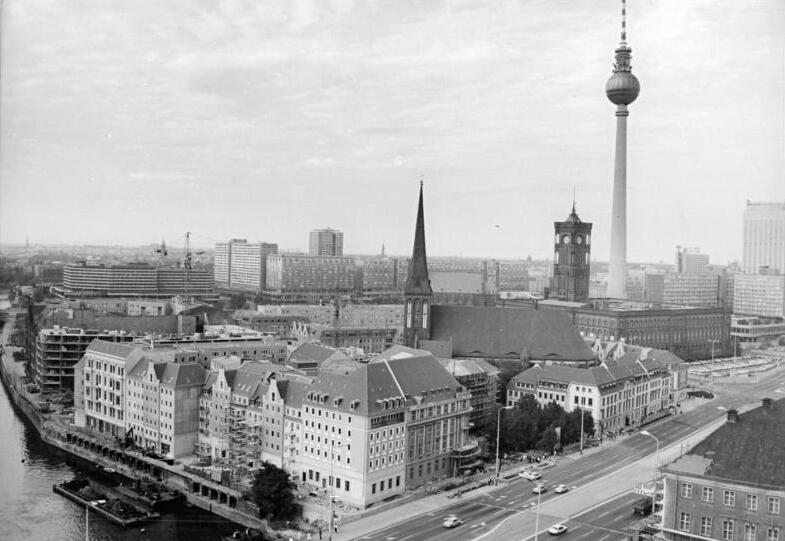
Östberlins centrum med Nikolaiviertel i förgrunden: Nikolaikirche, Rotes Rathaus, Fernsehturm

Under 1960-talet fortsatte man att gestalta om Östberlin med bland annat ett nytt Alexanderplatz med Weltzeituhr och Fernsehturm. Under 1970-talet följde nya prestigebyggen som Palast der Republik och Palast-Hotel. Tanken var att skapa en representativ, socialistisk huvudstad. Privatkonsumtionen fick också två stora varuhus i Centrum-varuhusen vid Alexanderplatz och Ostbahnhof.
Från 1971 till 1990 pågick ett omfattande bostadsbyggnadsprogram för hela Östberlin. Så kallade Plattenbau byggdes i snabb takt vid stadsgränsen, och ledde i vissa fall till inkorporeringar in i staden. I Östberlins utkanter byggdes höghusförorter, bland annat Marzahn och Hellersdorf. Staden led av ständig bostadsbrist då framförallt många unga östtyskar sökte sig till Östberlin, vilka ofta hänvisades till äldre lägenheter fortfarande påverkade av krigsskadorna och uppvärmda med enskilda brunkolsaggregat i varje lägenhet.
Under 1980-talet började man även satsa på mer eller mindre historiska restaureringar istället för nya prestigebyggen, bland annat "återuppbyggdes" Nikolaiviertel inför staden Berlins 750-årsjubileum 1987, kvarter med medeltida gatunät men byggt med moderna betongelement och modern teknik i husen.

### Muren öppnas – Berlin återförenas

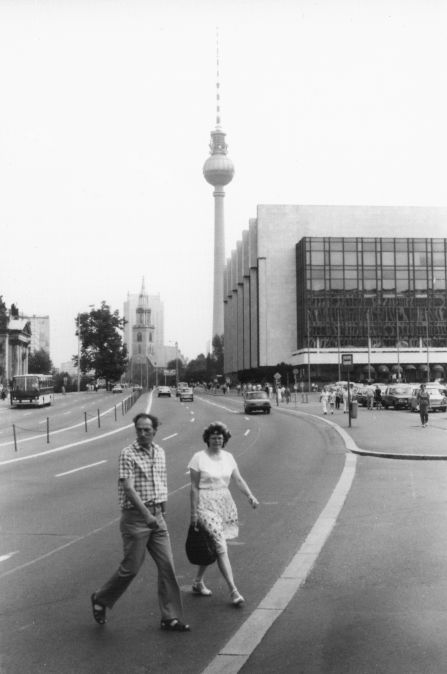
Östberlin i mitten av 1989. I bakgrunden syns Palast der Republik och Fernsehturm.

Den 9 november 1989 var gränsövergången Bornholmer Strasse i stadsdelen Prenzlauer Berg den första som lämnades öppen för DDR:s medborgare. Övergångarna öppnades som brukligt vid större helger för västtyskar som åkte på besök till DDR-medborgare på 24-timmarsvisum. Under allhelgonahelgen hann inte alla som ville resa över. Myndigheterna utökade då 24-timmarsövergångarna. Kvällen den 8 november var trycket på övergången Bornholmer Straße så stort att posteringens kommendant befarade upplopp om man regelmässigt skulle stänga vid midnatt. Efter ett telefonsamtal med en överordnad (berusad) officer lämnades passagen öppen under natten. 
Detta kommenterades sedan av Günter Schabowski, funktionär i Tysklands socialistiska enhetsparti (SED), vid en kaotisk direktsänd presskonferens som svar till den italienske journalisten Riccardo Ehrman oplanerat meddelade att östtyska medborgare "med omedelbar verkan" kunde resa över till Västtyskland, det vill säga såväl vid järnridån mellan Öst- och Västtyskland som till Västberlin. Detta uttalande ledde till att tusentals östtyskar redan på kvällen stormade gränsövergången där gränspolisen tvingades att öppna gränsen, utan att de hade fått order om detta. I efterhand visade det sig att politbyrån ännu inte hade tagit ett slutgiltigt beslut om resefriheten, men nyheten hade redan kablats ut. Detta historiska datum gäller därefter som dagen när Berlinmuren föll.
Under tiden mellan 9 november och 31 december fanns fortfarande alla "checkpoints" kvar med visumtvång. Såväl medborgare i Östberlin som andra resenärer fick betala 5 DM för varje 24-timmars-visum.[källa behövs] Hela muren var under den tiden fortfarande bevakad av tungt beväpnad gränsmilitär från DDR. I november började man också i Västberlin att utdela "välkomstpengar" i speciella välkomstkontor. Under november och december började man från Västberlinsidan att med mejslar och liknande hacka i murens betong. Men på östsidan upprätthölls fortfarande förbjuden zon på 100 meter närmast muren. På nyårsaftonen omkring klockan 20 började de första att från väst hoppa upp på muren. Efter midnatt vågade sig de första medborgarna från öst-sidan att komma fram till muren och även ta sig över den. Under sena natten drogs militärerna tillbaka. De hade hela kvällen och natten varit i hög beredskap men hållit sig passiva. Egentligen bör man alltså se nyårsdagen som den dag då muren föll. Östberlin återförenades formellt med Västberlin när Tyskland återförenades den 3 oktober 1990.

## Politiskt styre
Östberlin hade en sovjetisk och från 1962 östtysk militär stadskommendant (Stadtkommandant).

## Kommunikationer
Östberlins flygplats var Schönefeld som låg söder om staden. Inom Östberlin fanns Berlins tunnelbana som man "ärvde" från tiden före kriget. Till skillnad från Västberlin satsade Östberlin på att bygga ut spårvägsnätet i staden. Endast ett fåtal förlängningar av tunnelbanan gjordes till de nya förorterna. Busstrafiken var mindre omfattande än på västsidan.
Berlins pendeltåg liknar Berlins tunnelbana men går längre ut i förorterna och mestadels ovan jord. 
Vissa västliga linjer passerade genom delar av Östberlin, bland annat stationen Friedrichstrasse. Stationen tjänade dessutom som hårdbevakad gränsövergång.

## Invånarantalet
1988 bodde som flest människor i Östberlin, med då 1,28 miljoner invånare. Det lägsta invånarantalet fanns 1961 kort efter Berlinmurens byggande med 1,06 miljoner personer. Invånarantalet i den följande tabellen kommer från folkräkningar eller är uppgifter från det statliga ämbetsverket för statistik.
| Datum              | Invånare  |
| ------------------ | --------- |
| 29 oktober 1946 ¹  | 1 174 582 |
| 31 augusti 1950 ¹  | 1 189 074 |
| 31 december 1955   | 1 139 864 |
| 31 december 1960   | 1 071 775 |
| 31 december 1961   | 1 055 283 |
| 31 december 1964 ¹ | 1 070 731 |

| Datum              | Invånare  |
| ------------------ | --------- |
| 1 januari 1971 ¹   | 1 086 374 |
| 31 december 1975   | 1 098 174 |
| 31 december 1981 ¹ | 1 162 305 |
| 31 december 1985   | 1 215 586 |
| 31 december 1988   | 1 284 535 |
| 31 december 1989   | 1 279 212 |

¹ Folkräkning

## Östberlins stadsdelsområden

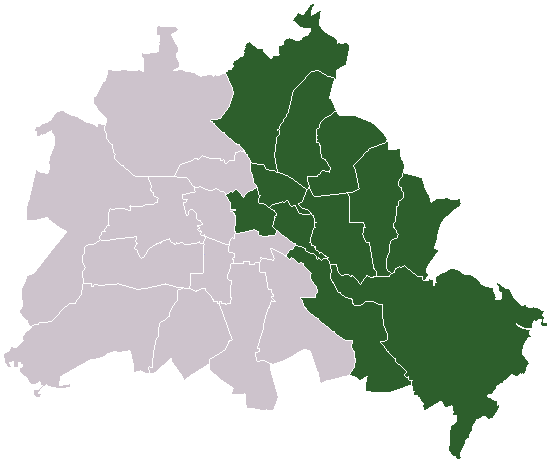
Östberlin i grönt indelat i stadsdelar.

Östberlin bestod av följande stadsdelsområden:
- Mitte
- Prenzlauer Berg
- Friedrichshain
- Pankow
- Weissensee
- Hohenschönhausen
- Lichtenberg
- Marzahn
- Hellersdorf
- Treptow
- Köpenick

## Idrott
De mest framgångsrika fotbollslagen var BFC Dynamo som sponsrades av Stasi och FC Vorwärts Berlin, som sponsrades av Nationale Volksarmee. FC Vorwärts Berlin var det starkaste laget i Östberlin fram tills klubben flyttades till Frankfurt an der Oder år 1971.  Stadens mest populära fotbollslag var dock 1. FC Union Berlin, som sponsrades av olika statliga kombinat och inledningsvis stöttades den statliga fackföreningsorganisationen FDGB. I ishockey blev SC Dynamo Berlin (idag Eisbären Berlin) östtyska mästare 15 gånger.
Större sportanläggningar var Dynamo-Sportforum (idag Sportforum Hohenschönhausen) i Alt-Hohenschönhausen, Stadion der Weltjugend i Mitte och Friedrich-Ludwig-Jahn-Sportpark i Prenzlauer Berg.